# Woah Vicky
Pour les articles homonymes, voir Vicky.
 (août 2023).
Victoria Rose Waldrip, plus connue sous le pseudonyme Woah Vicky, née le 7 mars 2000, est une personnalité internet, entrepreneuse et actrice américaine.

## Biographie
Victoria Waldrip est née à Atlanta et est originaire de Hiram, en Géorgie. Après le lycée, elle commence sa carrière sur les réseaux sociaux. Elle gagne en popularité en publiant des photos de style de vie et des photos inspirées de mèmes sur Instagram. Elle lance sa chaîne YouTube en 2013.
En août 2017, Woah Vicky poste quelques vidéos sur Instagram dans lesquelles elle utilisait à plusieurs reprises des insultes raciales et affirmait avoir des ancêtres africains. Elle prétend également parler avec un « blaccent ».
En juin 2022, elle figure sur l'album du rappeur Father (en), Young Hot Ebony 2, sur le titre Vicky's Sermon.
En 2022, elle lance sa marque de skincare nommée Woah Skin.

## Vie privée
Victoria Waldrip est chrétienne. En 2023, elle entame un processus pour enlever ses tatouages pour se lancer dans une carrière de mannequin et d'actrice.

## Discographie

### Singles
- 2017 : The Race (RiceGum diss track)
- 2018 : Woah Vicky
- 2018 : Money Counter
- 2018 : Action
- 2019 : Went Out Bad, Bhabie
- 2019 : Cash App
- 2019 : Don't Like Me
- 2020 : Could Nevva

### Collaborations
- 2018 : iKai & Cyrus - Makin' Moves (Real Life Famous) (feat. Woah Vicky)
- 2019 : Hidoraah - Thats Crazy (feat. Dolly White & Woah Vicky)

## Filmographie
Sauf indication contraire, les informations mentionnées dans cette section peuvent être confirmées par la base de données cinématographiques IMDb,  présente dans la section « Liens externes ».
- 2018 : Tosh.0 (en) (1 épisode)
- 2020 : Girl Lost : A Hollywood Story (bande-son)
- 2024 : Black Friday